# 2012-es labdarúgó-Európa-bajnokság (selejtező – A csoport)
A 2012-es labdarúgó-Európa-bajnokság selejtezőjének A csoportjának mérkőzéseit tartalmazó lapja. A csoport sorsolását 2010. február 7-én tartották Lengyelország fővárosában, Varsóban. A csoportban körmérkőzéses, oda-visszavágós rendszerben játszottak egymással a labdarúgó-válogatottak.
A csoportban hat válogatott, Németország, Törökország, Ausztria, Belgium, Kazahsztán és Azerbajdzsán szerepelt.
A csoportelső Németország automatikus résztvevője lett a 2012-es labdarúgó-Európa-bajnokságnak. A csoport második helyezettje, Törökország pótselejtezőt játszik.

## Tabella
| Hely. | Csapat       | M  | Gy | D | V | G+ | G– | Gk  | P  | Továbbjutás                           |     | Németország | Törökország | Belgium | Ausztria | Azerbajdzsán | Kazahsztán |
| ----- | ------------ | -- | -- | - | - | -- | -- | --- | -- | ------------------------------------- | --- | ----------- | ----------- | ------- | -------- | ------------ | ---------- |
| 1.    | Németország  | 10 | 10 | 0 | 0 | 34 | 7  | +27 | 30 | Kijutott a 2012-es Európa-bajnokságra |     | —           | 3–0         | 3–1     | 6–2      | 6–1          | 4–0        |
| 2.    | Törökország  | 10 | 5  | 2 | 3 | 13 | 11 | +2  | 17 | Pótselejtezőbe került                 |     | 1–3         | —           | 3–2     | 2–0      | 1–0          | 2–1        |
| 3.    | Belgium      | 10 | 4  | 3 | 3 | 21 | 15 | +6  | 15 |                                       |     | 0–1         | 1–1         | —       | 4–4      | 4–1          | 4–1        |
| 4.    | Ausztria     | 10 | 3  | 3 | 4 | 16 | 17 | −1  | 12 |                                       | 1–2 | 0–0         | 0–2         | —       | 3–0      | 2–0          |            |
| 5.    | Azerbajdzsán | 10 | 2  | 1 | 7 | 10 | 26 | −16 | 7  |                                       | 1–3 | 1–0         | 1–1         | 1–4     | —        | 3–2          |            |
| 6.    | Kazahsztán   | 10 | 1  | 1 | 8 | 6  | 24 | −18 | 4  |                                       | 0–3 | 0–3         | 0–2         | 0–0     | 2–1      | —            |            |

## Mérkőzések
Az UEFA versenyszabályzatának 11.04 pontja szerint a csoportban szereplő országok labdarúgó-szövetségeinek a sorsolást követően 30 napjuk volt arra, hogy az egyes mérkőzések dátumairól megegyezzenek.
A csoportban szereplő országok labdarúgó-szövetségei a mérkőzések dátumairól 2010. február 21–22-én egyeztettek.
| 2010. szeptember 3. 22:00 (UTC+6) |

| Kazahsztán | 0–3               | Törökország                           |
| ---------- | ----------------- | ------------------------------------- |
|            | (0–2) Jegyzőkönyv | Arda 24' Hamit Altıntop 26' Nihat 76' |

| Asztana Arena, Asztana Nézőszám: 15 800 Játékvezető: Vad István (magyar) |

| 2010. szeptember 3. 20:45 (UTC+2) |

| Belgium | 0–1               | Németország |
| ------- | ----------------- | ----------- |
|         | (0–0) Jegyzőkönyv | Klose 51'   |

| Baldvin király Stadion, Brüsszel Nézőszám: 41 126 Játékvezető: Terje Hauge (norvég) |

| 2010. szeptember 7. 21:00 (UTC+3) |

| Törökország                  | 3–2               | Belgium            |
| ---------------------------- | ----------------- | ------------------ |
| Hamit 48' Semih 66' Arda 78' | (0–1) Jegyzőkönyv | van Buyten 28' 68' |

| Şükrü Saracoğlu Stadion, Isztambul Nézőszám: 43 538 Játékvezető: Damir Skomina (szlovén) |

| 2010. szeptember 7. 20:30 (UTC+2) |

| Ausztria                | 2–0               | Kazahsztán |
| ----------------------- | ----------------- | ---------- |
| Linz 90+1' Hoffer 90+2' | (0–0) Jegyzőkönyv |            |

| Red Bull Arena, Salzburg Nézőszám: 22 500 Játékvezető: Marijo Strahonja (horvát) |

| 2010. október 8. 22:00 (UTC+6) |

| Kazahsztán | 0–2               | Belgium          |
| ---------- | ----------------- | ---------------- |
|            | (0–0) Jegyzőkönyv | Ogunjimi 52' 70' |

| Asztana Arena, Asztana Nézőszám: 8 500 Játékvezető: Marcin Borski (lengyel) |

| 2010. október 8. 20:30 (UTC+2) |

| Ausztria                      | 3–0               | Azerbajdzsán |
| ----------------------------- | ----------------- | ------------ |
| Prödl 3' Arnautović 53' 90+2' | (1–0) Jegyzőkönyv |              |

| Ernst Happel Stadion, Bécs Nézőszám: 26 500 Játékvezető: Nicolai Vollquartz (dán) |

| 2010. október 8. 20:45 (UTC+2) |

| Németország            | 3–0               | Törökország |
| ---------------------- | ----------------- | ----------- |
| Klose 42' 87' Özil 79' | (1–0) Jegyzőkönyv |             |

| Olimpiai stadion, Berlin Nézőszám: 74 244 Játékvezető: Howard Webb (angol) |

| 2010. október 12. 20:00 (UTC+5) |

| Azerbajdzsán | 1–0               | Törökország |
| ------------ | ----------------- | ----------- |
| Sadıqov 38'  | (1–0) Jegyzőkönyv |             |

| Tofik Bəhramov Stadion, Bakı Nézőszám: 29 500 Játékvezető: Alexandru Deaconu (román) |

| 2010. október 12. 23:00 (UTC+6) |

| Kazahsztán | 0–3               | Németország                      |
| ---------- | ----------------- | -------------------------------- |
|            | (0–0) Jegyzőkönyv | Klose 49' Gómez 76' Podolski 85' |

| Asztana Arena, Asztana Nézőszám: 18 000 Játékvezető: Alexandru Dan Tudor (román) |

| 2010. október 12. 20:45 (UTC+2) |

| Belgium                                            | 4–4               | Ausztria                                                  |
| -------------------------------------------------- | ----------------- | --------------------------------------------------------- |
| Vossen 11' Fellaini 47' Ogunjimi 87' Lombaerts 90' | (1–2) Jegyzőkönyv | Schiemer 14' 62' Arnautović 29' Harnik 90+3' Scharner 68′ |

| Baldvin király Stadion, Brüsszel Nézőszám: 24 231 Játékvezető: Mike Dean (angol) |

| 2011. március 25. 20:30 (UTC+1) |

| Ausztria | 0–2   | Belgium       |
| -------- | ----- | ------------- |
|          | (0–1) | Witsel 6' 50' |

| Ernst Happel Stadion, Bécs Nézőszám: 45 000 Játékvezető: Vlagyiszlav Bezborodov (orosz) |

| 2011. március 26. 20:00 (UTC+1) |

| Németország                 | 4–0               | Kazahsztán |
| --------------------------- | ----------------- | ---------- |
| Klose 3' 88' Müller 25' 43' | (3–0) Jegyzőkönyv |            |

| Fritz Walter Stadion, Kaiserslautern Nézőszám: 47 849 Játékvezető: Alekszandar Sztavrev (macedón) |

| 2011. március 29. 20:00 (UTC+3) |

| Törökország             | 2–0               | Ausztria |
| ----------------------- | ----------------- | -------- |
| Turan 28' Gökhan G. 78' | (1–0) Jegyzőkönyv |          |

| Şükrü Saracoğlu Stadion, Isztambul Nézőszám: 40 420 Játékvezető: Pavel Královec (cseh) |

| 2011. március 29. 20:45 (UTC+2) |

| Belgium                                                    | 4–1               | Azerbajdzsán |
| ---------------------------------------------------------- | ----------------- | ------------ |
| Vertonghen 12' Simons 32' (11-esből) Chadli 45' Vossen 74' | (3–1) Jegyzőkönyv | Abışov 16'   |

| Baldvin király Stadion, Brüsszel Nézőszám: 34 985 Játékvezető: Daniel Stalhammar (svéd) |

| 2011. június 3. 19:00 (UTC+6) |

| Kazahsztán     | 2–1               | Azerbajdzsán |
| -------------- | ----------------- | ------------ |
| Gridin 57' 68' | (0–0) Jegyzőkönyv | Nadirov 63'  |

| Asztana Arena, Asztana Nézőszám: 10 000 Játékvezető: Euan Norris (skót) |

| 2011. június 3. 20:35 (UTC+2) |

| Ausztria              | 1–2               | Németország   |
| --------------------- | ----------------- | ------------- |
| Friedrich 50' (öngól) | (0–1) Jegyzőkönyv | Gómez 44' 90' |

| Ernst Happel Stadion, Vienna Nézőszám: 47 500 Játékvezető: Massimo Busacca (svájci) |

| 2011. június 3. 20:45 (UTC+2) |

| Belgium     | 1–1               | Törökország |
| ----------- | ----------------- | ----------- |
| Ogunjimi 4' | (1–1) Jegyzőkönyv | Yılmaz 22'  |

| Baldvin király Stadion, Brüsszel Nézőszám: 44 185 Játékvezető: Nicola Rizzoli (olasz) |

| 2011. június 7. 22:00 (UTC+5) |

| Azerbajdzsán    | 1–3               | Németország                       |
| --------------- | ----------------- | --------------------------------- |
| M. Hüseynov 89' | (0–2) Jegyzőkönyv | Özil 30' Gómez 41' Schürrle 90+3' |

| Tofik Bahramov Stadion, Baku Nézőszám: 29 858 Játékvezető: Mihálisz Kukulákisz (görög) |

| 2011. szeptember 2. 21:00 (UTC+5) |

| Azerbajdzsán  | 1–1               | Belgium               |
| ------------- | ----------------- | --------------------- |
| R. Aliyev 86' | (0–0) Jegyzőkönyv | Simons 55' (11-esből) |

| Tofik Bahramov Stadion, Bakı Nézőszám: 9 300 Játékvezető: Lee Probert (angol) |

| 2011. szeptember 2. 20:00 (UTC+3) |

| Törökország           | 2–1               | Kazahsztán     |
| --------------------- | ----------------- | -------------- |
| Yılmaz 31' Arda 90+7' | (1–0) Jegyzőkönyv | Konysbayev 55' |

| Turk Telekom Arena, Isztambul Nézőszám: 47 756 Játékvezető: Clément Turpin (francia) |

| 2011. szeptember 2. 20:45 (UTC+2) |

| Németország                                               | 6–2               | Ausztria                  |
| --------------------------------------------------------- | ----------------- | ------------------------- |
| Klose 8' Özil 23' 47' Podolski 28' Schürrle 84' Götze 88' | (3–1) Jegyzőkönyv | Arnautović 42' Harnik 51' |

| Arena AufSchalke, Gelsenkirchen Nézőszám: 53 313 Játékvezető: Paolo Tagliavento (olasz) |

| 2011. szeptember 6. 20:00 (UTC+5) |

| Azerbajdzsán                                      | 3–2               | Kazahsztán                     |
| ------------------------------------------------- | ----------------- | ------------------------------ |
| R. Aliyev 53' Shukurov 62' (11-esből) Javadov 67' | (0–1) Jegyzőkönyv | Ostapenko 20' Yevstigneyev 77' |

| Tofik Bahramov Stadion, Bakı Nézőszám: 9 112 Játékvezető: Anders Hermansen (dán) |

| 2011. szeptember 6. 20:30 (UTC+2) |

| Ausztria | 0–0         | Törökország |
| -------- | ----------- | ----------- |
|          | Jegyzőkönyv |             |

| Ernst Happel Stadion, Bécs Nézőszám: 47 500 Játékvezető: Alberto Undiano Mallenco (spanyol) |

| 2011. október 7. 21:00 (UTC+5) |

| Azerbajdzsán | 1–4               | Ausztria                                     |
| ------------ | ----------------- | -------------------------------------------- |
| Nadirov 74'  | (0–1) Jegyzőkönyv | Ivanschitz 34' Janko 52' 62' Junuzović 90+1' |

| Dalga Stadion, Bakı Nézőszám: 6 000 Játékvezető: Stephan Studer (svájci) |

| 2011. október 7. 21:30 (UTC+3) |

| Törökország | 1–3               | Németország                             |
| ----------- | ----------------- | --------------------------------------- |
| Balta 79'   | (0–1) Jegyzőkönyv | Gómez 35' Müller 66' Schweinsteiger 86' |

| Turk Telekom Arena, Isztambul Nézőszám: 49 532 Játékvezető: Martin Atkinson (angol) |

| 2011. október 7. 20:45 (UTC+2) |

| Belgium                                        | 4–1               | Kazahsztán                 |
| ---------------------------------------------- | ----------------- | -------------------------- |
| Simons 40' Hazard 43' Kompany 49' Ogunjimi 84' | (2–0) Jegyzőkönyv | Nurdauletov 86' (11-esből) |

| Baldvin király Stadion, Brüsszel Nézőszám: 29 758 Játékvezető: Milorad Mažić (szerb) |

| 2011. október 11. 22:00 (UTC+6) |

| Kazahsztán | 0–0         | Ausztria |
| ---------- | ----------- | -------- |
|            | Jegyzőkönyv |          |

| Asztana Arena, Asztana Nézőszám: 11 000 Játékvezető: Hannes Kaasik (észt) |

| 2011. október 11. 19:00 (UTC+2) |

| Németország                     | 3–1               | Belgium      |
| ------------------------------- | ----------------- | ------------ |
| Özil 30' Schürrle 33' Gómez 48' | (2–0) Jegyzőkönyv | Fellaini 86' |

| Esprit Arena, Düsseldorf Nézőszám: 48 483 Játékvezető: Svein Oddvar Moen (norvég) |

| 2011. október 11. 20:00 (UTC+3) |

| Törökország | 1–0               | Azerbajdzsán |
| ----------- | ----------------- | ------------ |
| Burak 60'   | (0–0) Jegyzőkönyv |              |

| Turk Telekom Arena, Isztambul Nézőszám: 32 174 Játékvezető: Peter Rasmussen (dán) |

## Gólszerzők
9 gólos
- Miroslav Klose

6 gólos
- Mario Gómez

5 gólos
| - Mesut Özil | - Marvin Ogunjimi |  |

4 gólos
| - Marko Arnautović | - Arda Turan |  |

3 gólos
| - Timmy Simons - Lukas Podolski | - Thomas Müller - André Schürrle | - Burak Yilmaz |

2 gólos
| - Martin Harnik - Marc Janko - Franz Schiemer - Rauf Aliyev | - Vagif Javadov - Vüqar Nadirov - Marouane Fellaini - Daniel Van Buyten | - Jelle Vossen - Axel Witsel - Sergey Gridin - Hamit Altıntop |

1 gólos
| - Erwin Hoffer - Andreas Ivanschitz - Zlatko Junuzović - Roland Linz - Sebastian Prödl - Ruslan Abishov - Murad Hüseynov - Rashad Sadygov - Mahir Shukurov | - Nacer Chadli - Eden Hazard - Vincent Kompany - Nicolas Lombaerts - Jan Vertonghen - Holger Badstuber - Mario Götze - Bastian Schweinsteiger - Heiko Westermann | - Ulan Konysbayev - Kairat Nurdauletov - Sergei Ostapenko - Vitali Yevstigneyev - Hakan Balta - Gökhan Gönül - Nihat Kahveci - Semih Şentürk |

1 öngólos
- Rəşad Sadıqov  Németország ellen
- Arne Friedrich  Ausztria ellen

## Nézőszám
| Ország       | Legmagasabb | Legalacsonyabb | Összesen | Átlagos |
| ------------ | ----------- | -------------- | -------- | ------- |
| Ausztria     | 47 500      | 22 500         | 189 000  | 37 800  |
| Azerbajdzsán | 29 858      | 6000           | 83 770   | 16 754  |
| Belgium      | 44 185      | 24 231         | 174 285  | 34 857  |
| Németország  | 74 244      | 43 751         | 267 640  | 53 528  |
| Kazahsztán   | 18 000      | 8500           | 63 300   | 12 660  |
| Törökország  | 49 532      | 32 174         | 213 420  | 42 684  |

## Külső hivatkozások
- UEFA hivatalos honlapja
- A 2012-es labdarúgó-Európa-bajnokság hivatalos oldala
- A 2012-es labdarúgó-Európa-bajnokság szabályzata